# Montserrat Gudiol
Montserrat Gudiol (Montserrat Gudiol i Corominas; * 9. Juni 1933 in Barcelona; † 25. Dezember 2015) war eine katalanische Malerin.

## Biographie
Gudiol wurde in Barcelona als Tochter des Kunsthistorikers José Gudiol Ricart geboren, der zahlreiche Bücher verfasste und ein Atelier für die Restaurierung mittelalterlicher Gemälde betrieb. Sie wurde in seinem Atelier ausgebildet und begann 1950 selbst zu malen.
1980 schuf sie ein monumentales Gemälde des Heiligen Benedikt von Nursia für das Kloster Montserrat. 1981 war sie die erste Frau, die in die Reial Acadèmia Catalana de Belles Arts de Sant Jordi aufgenommen wurde. Gudiol starb in Barcelona.

## Werk
Sie ist bekannt für ihre Darstellungen von (meist weiblichen) Figuren, die im Raum mit mehrdeutigen Hintergründen dargestellt sind. Einige ihrer Werke scheinen mit einem Augenzwinkern an Hieronymus Bosch zu erinnern, andere scheinen die Werke berühmter Maler ihrer Zeit wie Picasso zu reflektieren.
1990 schuf sie zum 500. Geburtstag des Hl. Ignatius von Loyola ein Gemälde, das den Gründer des Jesuitenordens neuartig als Pilger in einfachem Gewand zeigt und interpretiert. Das Bild befindet sich in der Kapelle der Grotte des Heiligen in Manresa.